# Тренково
Тренково је насељено место у општини Велика, у западној Славонији, Република Хрватска.

## Историја
До нове територијалне организације налазило се у саставу бивше велике општине Славонска Пожега.

## Становништво
На попису становништва 2011. године, Тренково је имало 799 становника.

## Попис1991.
На попису становништва 1991. године, насељено место Тренково је имало 823 становника, следећег националног састава:
| Попис 1991.‍  | Попис 1991.‍  | Попис 1991.‍ | Попис 1991.‍ | Попис 1991.‍ |
| ------------ | ------------ | ----------- | ----------- | ----------- |
|              |              |             |             |             |
| Хрвати       | Хрвати       |             | 771         | 93,68%      |
| Југословени  | Југословени  |             | 9           | 1,09%       |
| Срби         | Срби         |             | 8           | 0,97%       |
| Албанци      | Албанци      |             | 5           | 0,60%       |
| Чеси         | Чеси         |             | 2           | 0,24%       |
| Словенци     | Словенци     |             | 1           | 0,12%       |
| неопредељени | неопредељени |             | 10          | 1,21%       |
| непознато    | непознато    |             | 17          | 2,06%       |
| укупно: 823  |              |             |             |             |